# Arboretum d'Hørsholm
L'Arboretum d'Hørsholm (danois : Arboretet i Hørsholm) est un arboretum situé à Hørsholm, à 20 km au nord de Copenhague, au Danemark. Il dépend de l'Université de Copenhague et fait partie de son Département de géosciences et de gestion des ressources naturelles.

## Arboretum
L'Arboretum d'Hørsholm a été fondé par l'université royale vétérinaire et agricole en 1936 pour permettre l'extension, sur un autre site, du Jardin botanique forestier de Charlottenlund.
Avec approximativement 2 500 taxons d'arbres et arbustes, l'arboretum est aujourd'hui le plus important arboretum du Danemark.

## Bâtiments
Le Centre de recherche sur la forêt et le paysage a été construit entre 1994 et 1995 par l'inspecteur des Bâtiments Royaux, Gehrdt Bornebusch. Il a été conçu pour maximiser les vues sur l'arboretum et l'étang d'Ubberød. L'utilisation du bois, tant d'orme que de pin, est caractéristique de son architecture.

## Ouverture au public
L'Arboretum d'Hørsholm est ouvert quotidiennement au public de 7:30 du matin jusqu'au coucher du soleil. 
Il est particulièrement fréquenté au mois de mai lors de la floraison de variétés sauvages de rhododendrons.
Des visites guidées sont proposées avec le concours du G.B. Hartmanns Forskningsfond.